# Krzemionki (Garb Tenczyński)
Krzemionki – wzgórze o wysokości 360,1 m n.p.m. Znajduje się w szczytowej partii Garbu Tenczyńskiego, na południe od Krzemionek - przysiółka wsi Brzoskwinia w Tenczyńskim Parku Krajobrazowym w województwie małopolskim, kilkadziesiąt metrów na południe od autostrady A4 (E40).
Na stokach wzgórza archeolodzy odkryli późnopaleolityczną i neolityczną kopalnię krzemieniarską.
- Mapa w Geoportal za planowanie.zabierzow.org.pl
- Pradzieje i średniowiecze, s. 39, wyd. ZZJPK, Kraków 1995 ISBN 83-901471-2-2